# Parco nazionale della Regina Elisabetta
Il parco nazionale Queen Elizabeth (QENP, ufficiosamente anche QEP) è un'area protetta situata nell'Uganda occidentale. Istituito nel 1952, occupa una superficie di 1978 km² e confina ad ovest con il lago Edoardo e il parco nazionale dei Virunga nella Repubblica Democratica del Congo e a nord con il Ruwenzori. Il parco si estende a cavallo dei distretti di Kasese, Rubirizi, Rukungiri e Bushenyi.
L'altezza sul livello del mare è compresa tra 1000 e 1300 m, ma sul Ruwenzori sale a 5110 m. Le precipitazioni annue presentano valori compresi tra 700 mm a Mweya, al centro del parco, e 1250 mm nella parte settentrionale e nella foresta di Maramagambo.
La zona del parco meglio attrezzata dal punto di vista turistico è quella intorno al centro visitatori, situato sulla penisola di Mweya tra il lago Edoardo e il canale di Kazinga. Quest'ultimo scorre tra il lago Giorgio ad est, con una leggera pendenza, fino al lago Edoardo nella parte occidentale del parco nazionale. Le gite in barca su questo corso d'acqua naturale offrono eccellenti opportunità per osservare ippopotami e pellicani, nonché i numerosi uccelli migratori europei che giungono qui per svernare.

## Flora e fauna

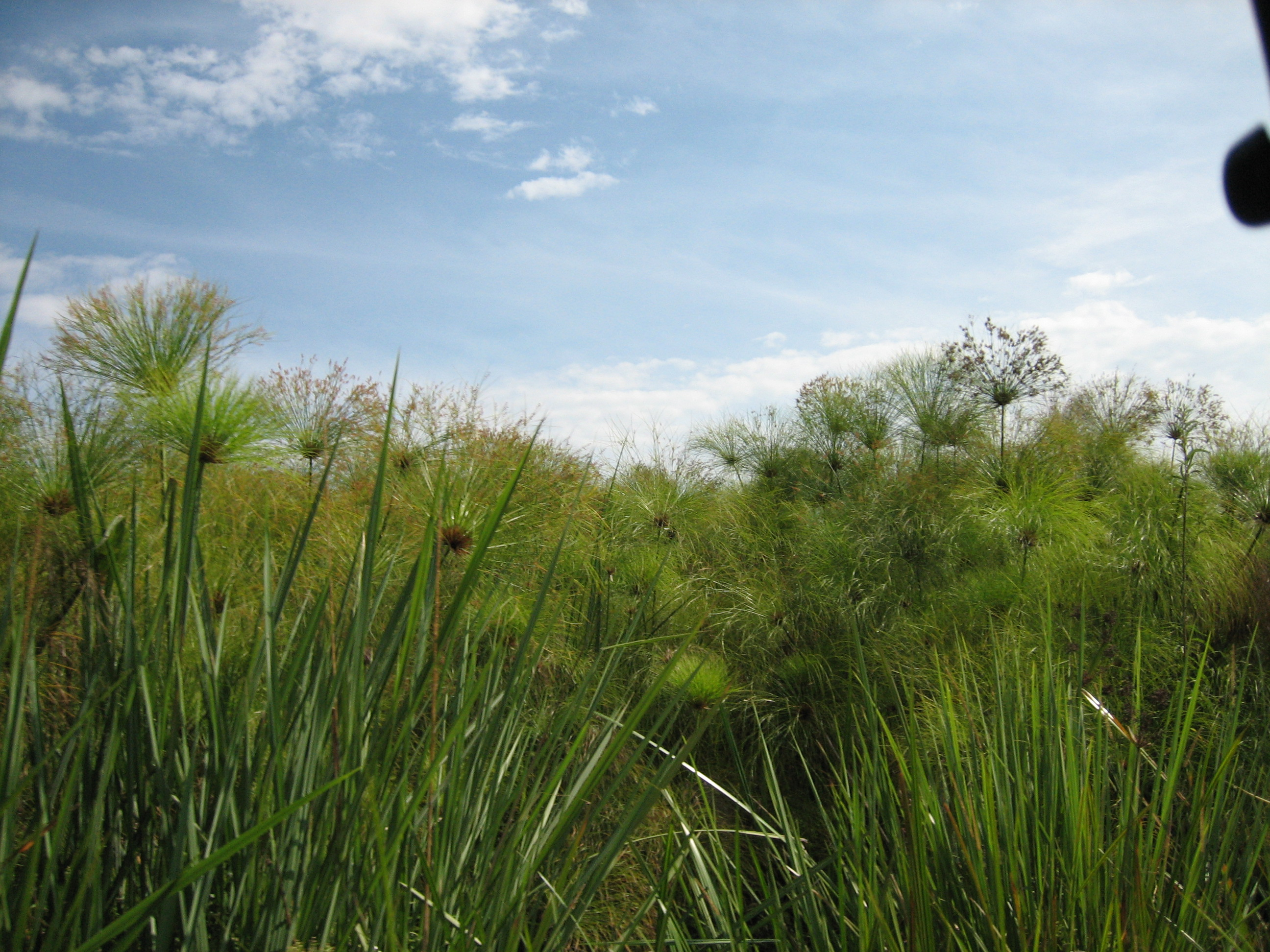
Uno dei simboli delle paludi e delle zone umide dell'Uganda: la pianta di papiro.

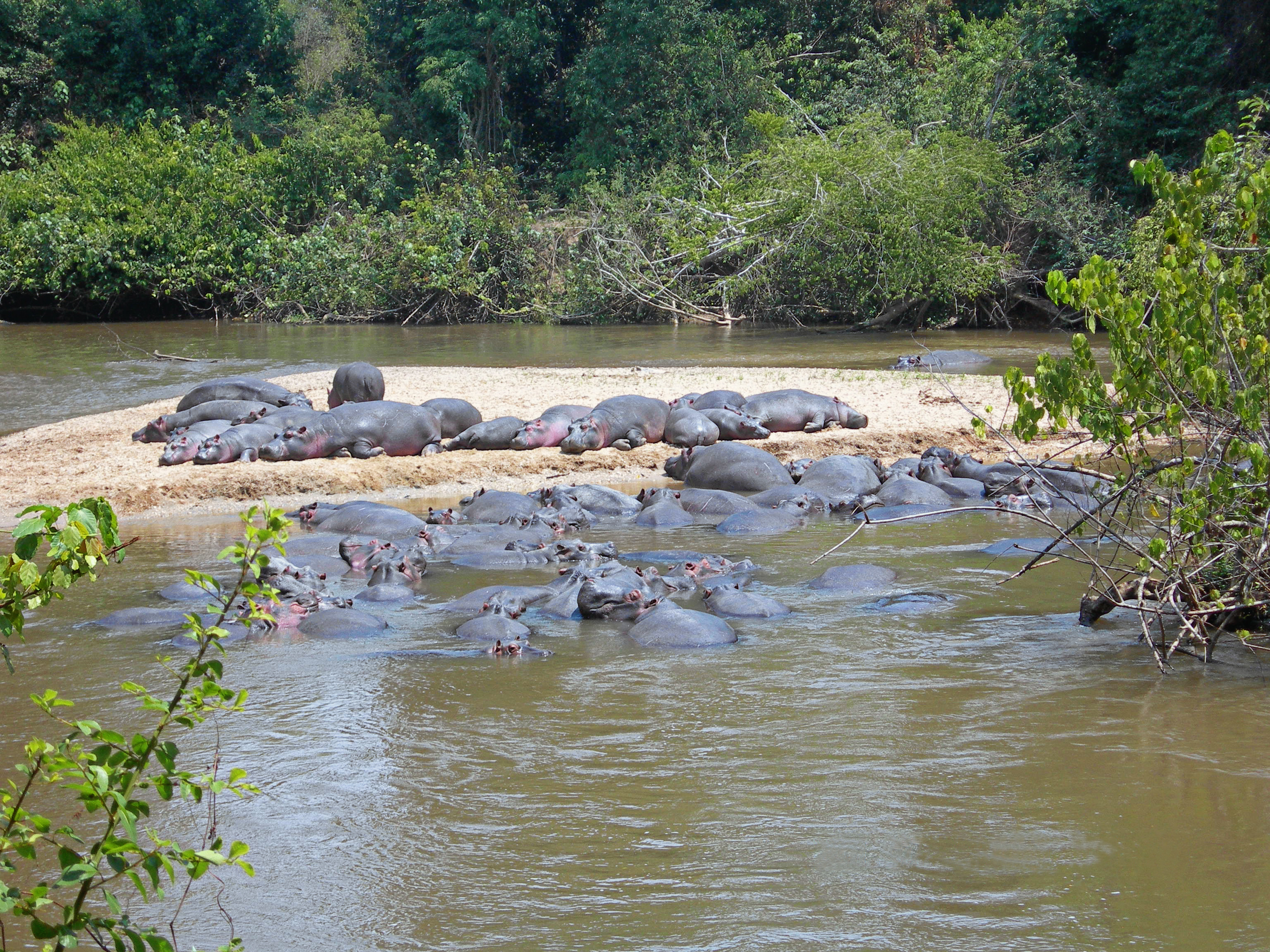
Ippopotami su un banco di sabbia visti dal QENP (regione di Ishasha).

Il parco comprende una vasta gamma di ambienti e paesaggi: savane aperte, foreste pluviali tropicali, fitte paludi di papiro, crateri e laghi, compresi due dei grandi laghi del Rift dell'Africa orientale, il lago Edoardo e il lago Giorgio.
La foresta pluviale tropicale si sviluppa nella parte sud-orientale del parco, mentre a nord del lago Giorgio vi sono vaste paludi di papiri. Entrambe le rive del canale di Kazinga sono dominate da una fitta boscaglia. Zone erbose e savane ad acacia si trovano a nord del canale di Kazinga, nella parte centrale del parco e nella regione di Ishasha alla sua estremità meridionale. Nella cosiddetta Crater Area predomina la prateria.

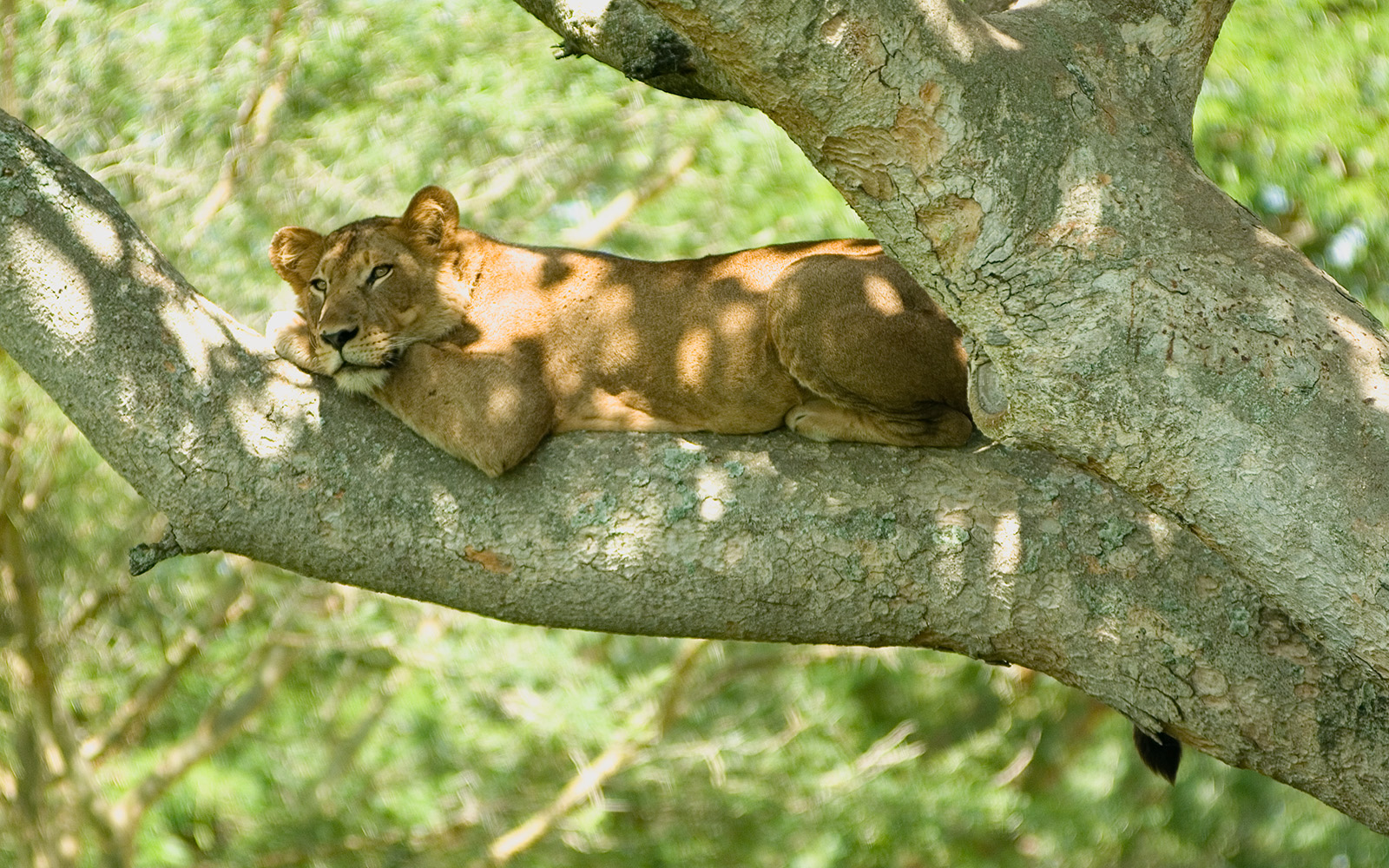
Leonessa su un albero nella regione di Ishasha nella parte meridionale del QENP.

Il parco è particolarmente ricco di specie, con quasi 100 specie di mammiferi e oltre 600 specie diverse di uccelli. Scimpanzé abituati alla presenza dell'uomo e altre specie di primati si possono osservare nella Kyambura Gorge, nella parte orientale del parco. Diverse specie di scimmie e ilocheri si possono trovare anche nella foresta di Maramagambo. Nella parte meridionale del parco, nella zona di Ishasha, si possono osservare la gru pavonina, uccello nazionale dell'Uganda, e il damalisco, anche se le grandi mandrie di damalischi per le quali questa zona era famosa sono ora crollate. Qui i leoni hanno l'abitudine di arrampicarsi sugli alberi. I laghi craterici e i laghi salati a volte appaiono rosa, visti da lontano, a causa dell'elevata popolazione di fenicotteri.

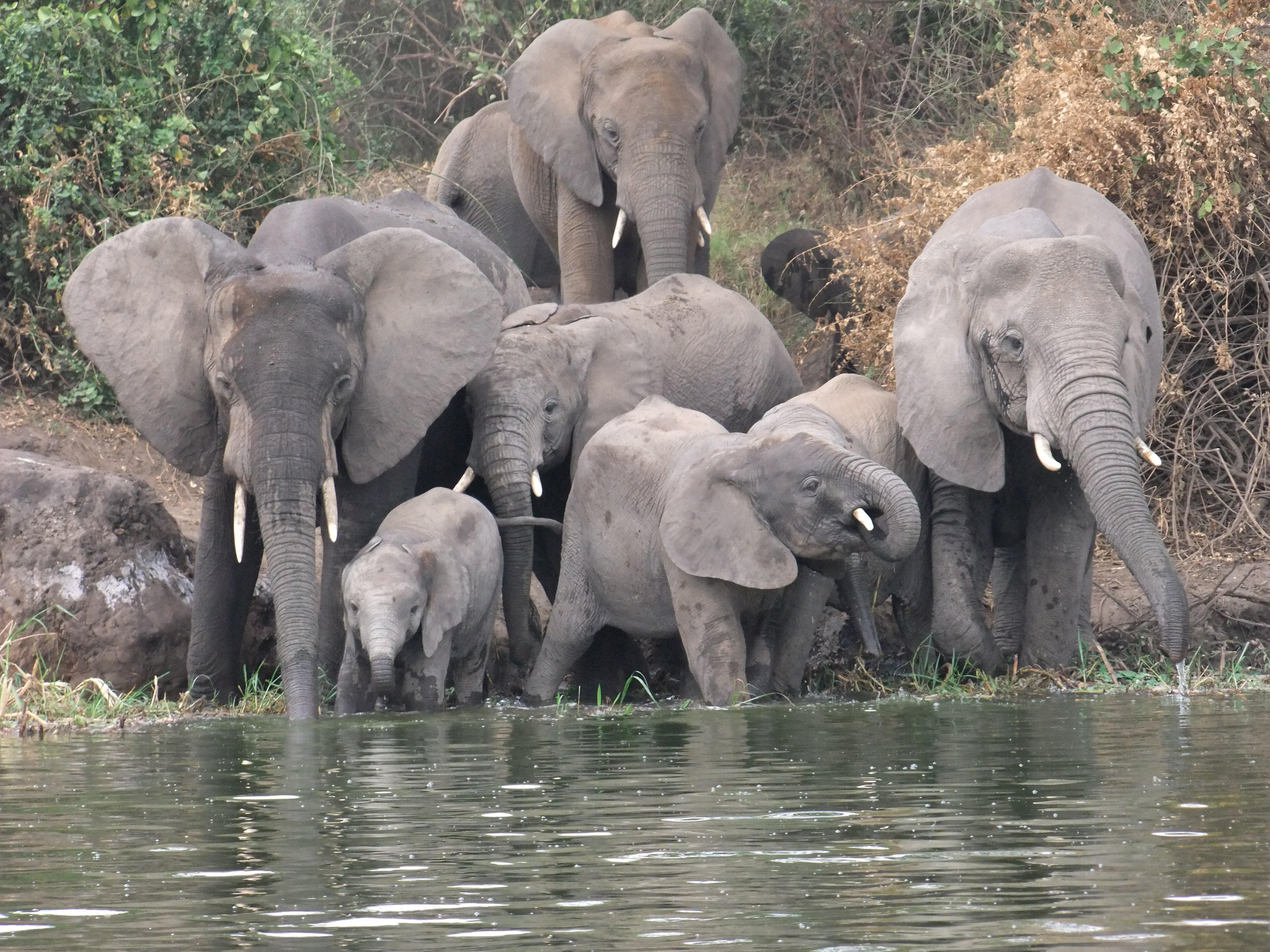
Elefanti lungo il canale di Kazinga.

Tra le altre specie animali tipiche o presenti nel parco nazionale figurano, ad esempio, il comune kob dell'Uganda, il bufalo africano, l'oribi, l'elefante, il leone e la mangusta striata, oltre a vari martin pescatori, aquile pescatrici africane e aironi golia. La popolazione di elefanti è diminuita dai circa 4000 esemplari del 1971, ai 2931 del 1973, ai 1978 del 1981 fino ai circa 700 del 1987 a causa della pressione del bracconaggio.
Anche il santuario faunistico di Kigezi (330 km²) a sud del parco nazionale, la riserva forestale di Kitale (550 km²) a nord e la riserva di Toro-Semliki (quasi 500 km²) fornirebbero un habitat ottimale per gli elefanti.